# بالتاماخی
بالتاماخی (به لاتین: Baltamakhi) یک منطقهٔ مسکونی در روسیه است که در داغستان واقع شده‌است.